# Neoraja
Neoraja ist eine fünf Arten umfassende Gattung kleiner Rochen, die im Atlantik von Island im Norden bis an die Küste Südafrikas im Süden vorkommt.

## Merkmale
Neoraja-Arten werden 30 bis 38 cm lang. Die Rückenseite ist bei vier Arten der Gattung einfarbig dunkel oder bläulich ohne irgendwelche Musterungen und die Unterseite ist sehr dunkel. Bei einer Art (Neoraja stehmanni) ist die Oberseite hell ockerfarben bis graubraun gefärbt und mit symmetrisch angeordneten weißen oder dunkelbraunen Punkten und Flecken gemustert und die Bauchseite ist weiß. Die von Kopf, Rumpf und Brustflossen gebildete Körperscheibe der Neoraja-Arten ist herzförmig und relativ schmal. Die Vorderkante der Körperscheibe ist gerade oder konkav, die Schnauze ist relativ kurz und abgerundet oder leicht zugespitzt. Die Enden der Brustflossen sind abgerundet. Die Bauchflossen sind zweilappig. Die Augen sind relativ groß; ihr Durchmesser entspricht ihrem Abstand zueinander oder sie sind noch größer. Die Rückenseite und die Schwanzoberseite sind dicht mit kleinen Hautzähnchen besetzt. Entlang der Rückenmitte und auf der basalen Hälfte der Schwanzoberseite verlaufen eine bis drei unregelmäßige Dornenreihen. Dornen befinden sich auch auf der Schulterregion und an den Rändern der Augenhöhlen. Die Dornen der Schulterregion sind nicht zu einem dreieckigen Fleck angeordnet. Die Anzahl der Wirbel vor der Rückenflosse liegt bei 65 bis 74.

## Arten
Es gibt fünf Arten:
- Neoraja africana (Stehmann & Séret, 1983)
- Blauer Zwergrochen (Neoraja caerulea (Stehmann, 1976))
- Neoraja carolinensis McEachran & Stehmann, 1984
- Neoraja iberica Stehmann, Séret, Costa & Baro, 2008
- Neoraja stehmanni (Hulley, 1972)